# 오학진
오학진(吳學鎭, 1928년 1월 4일~2011년 6월 17일)은 대한민국의 정치인이다. 제6·7·8·9대 국회의원을 지냈다. 본관은 동복(同福)이고, 평안남도 평원 출생이다.

## 생애
1928년 1월 4일에 평안남도 평원군에서 태어났다. 광복 이후 육군사관학교에 입학해 8기로 졸업했다. 33예비사단 작전참모였던 시절 5·16 군사 정변에 가담했으며 1963년에 예비역 육군 준장으로 예편하였다. 
1963년에 치러진 제6대 국회의원 선거 민주공화당 전국구 순번 13번에 공천되었으며 선거 결과 당선되었다. 제7대 국회의원 선거를 앞두고 시흥군·부천군·옹진군 선거구에 출마해 59.47%의 득표율로 당선되면서 재선 국회의원이 되었다. 이후 부천군, 옹진군 지역구에 8, 9대 국회의원으로 당선되면서 4선 국회의원에 올랐다.
정계 은퇴 이후 보수단체 '애국시민모임' 등에 참여하는 등 원로로서 활동해왔다. 2011년 6월 17일에 사망했으며 사후 대전 국립현충원에 안장되었다.

## 역대 선거 결과
|  | 33.5% |

|  | 59.47% |

|  | 54.21% |

|  | 37.73% |